# Гимади, Эдуард Хайрутдинович
Эдуард Хайрутдинович Гимади (род. 4 января 1937, Казань) — советский и российский математик, специалист в области исследования операций и дискретной оптимизации. Доктор физико-математических наук (1988), профессор (1990). Заслуженный работник высшей школы Российской Федерации (2009).

## Биография
Эдуард Гимади (до 1970 года — Гимадутдинов) родился 4 января 1937 года в городе Казани Татарской АССР. Татарин.
Его отец, Хайрутдин Гимадеевич Гимадутдинов (1912—1961), видный советский историк, более известный под именем Хайри Гимади. Мать Марьям Абдрахмановна, в девичестве Шайдуллина (1916?―1973), работала учителем начальных классов. В годы Великой Отечественной войны была призвана в войска НКВД СССР и служила военным цензором на проверке гражданских писем. В запас уволилась в 1949 году в звании младшего лейтенанта государственной безопасности. В дальнейшем ― домохозяйка. У Эдуарда есть старший брат Рудольф (род. 05.08.1934) и две младшие сестры ― Асия (род. 11.01.1942) и Галия (род. 23.02.1954).
По окончании средней школы в 1954 году поступил на физико-математический факультет Казанского государственного университета, по окончании которого в 1959 году был направлен в Новосибирск, в Институт радиофизики и электроники Сибирского отделения Академии наук СССР, в качестве аспиранта и младшего научного сотрудника. Затем перешёл на работу в Институт математики имени С. Л. Соболева. Первые научные работы опубликовал в 1969 году. В 1970-е годы как математик курировал инженерно-экономические проекты, связанные со строительством Байкало-Амурской магистрали. В 1988 году защитил докторскую диссертацию на тему: «Алгоритмы с оценками для задач планирования крупномасштабных проектов». В 1990 году присвоено учёное звание профессора.

## Научные достижения
С 1969 года Э. Х. Гимади один или в соавторстве опубликовал более 100 научных работ по дискретной оптимизации, исследованию операций и построению полиномиальных алгоритмов с оценками для решения труднорешаемых задач дискретной оптимизации. Его основные научные достижения связаны с периодом, когда он работал главным научным сотрудником лаборатории дискретной оптимизации в исследовании операций Института математики имени С. Л. Соболева.
В 2001 году совместно с В. В. Залюбовским и С. В. Севастьяновым им был построен строго полиномиальный точный алгоритм решения задачи календарного планирования с целочисленными длительностями работ и ограничениями на ресурсы складируемого типа.
Исследуя в 2006 году аппроксимируемость задачи о нахождении двух рёберно-непересекающихся гамильтоновых циклов максимального веса в полном неориентированном рёберно-взвешенном графе (peripatetic salesman problem), Э. Х. Гимади, А. А. Агеев и А. Е. Бабурин построили полиномиальный алгоритм с константной оценкой точности 3/4 и временной сложностью O(n3), где n — число вершин в графе.
В 2007 году для решения NP-трудной задачи двух коммивояжёров с рёберно непересекающимися маршрутами в полном графе с весами 1 и 2 Э. Х. Гимади, Ю. В. Глазковым и А. Н. Глебовым предложен алгоритм с временной сложностью n3 и гарантированной оценкой точности 6/5. 
В 2009 году при решении NP-трудной задачи размещения на цепи с одинаковыми ограничениями на объёмы производства предприятий (Capacitated Facility Location Problem) Э. Х. Гимади, А. А. Агеевым и А. А. Курочкиным предложен полиномиальный точный алгоритм с временной сложностью O(m4n2) вместо использовавшегося ранее алгоритма с временной сложностью  O(m5n2+m3n2), что значительно улучшило ранее достигнутый результат как относительно числа предприятий, так и относительно количества потребителей.
В 2013 году при решении задачи поиска в полном неориентированном графе клики заданного размера с минимальной суммой весов входящих в неё вершин и рёбер группа математиков (Э. Х. Гимади, И. И. Ерёмин, А. В. Кельманов, А. В. Пяткин и М. Ю. Хачай) пришла к выводу, что в общем случае данная задача неаппроксимируема. В то же время ими предложены алгоритмы квадратичной трудоёмкости с гарантированными оценками точности, равными двум, для двух частных, наиболее актуальных, геометрических случаев.
В 2015 году Э. Х. Гимади и И. А. Рыковым предложены асимптотически точные эффективные алгоритмы для некоторых труднорешаемых задач маршрутизации: для задачи нахождения m рёберно-непересекающихся гамильтоновых циклов максимального суммарного веса на графе с вершинами в многомерном евклидовом пространстве (построен алгоритм кубической трудоёмкости); для задачи о нескольких рёберно-непересекающихся маршрутах коммивояжёра (как на минимум, так и на максимум суммарного веса рёбер) с разными весовыми функциями гамильтоновых циклов (получены результаты вероятностного анализа полиномиального алгоритма решения задачи), для m-слойной трёхиндексной планарной задачи о назначениях на случайных входных данных (получены результаты вероятностного анализа полиномиального алгоритма решения задачи), для  задачи покрытия полного неориентированного графа m вершинно-непересекающимися циклами (построены приближённые алгоритмы с кубической временной сложностью).

## Педагогическая и общественная деятельность
Профессор Э. Х. Гимади стоял у истоков создания кафедры математического моделирования бизнес-процессов Сибирского государственного университета телекоммуникаций и информатики, где на протяжении нескольких лет он по совместительству вёл курс «Исследование операций». Также по совместительству он являлся профессором кафедры теоретической кибернетики Новосибирского государственного университета. Как педагог Э. Х Гимади подготовил 5 кандидатов наук. 
Указом Президента Российской Федерации от 11 ноября 2009 года № 1127 Э. Х. Гимади было присвоено звание «Заслуженный работник высшей школы Российской Федерации».
Профессор Э. Х. Гимади является членом Учёного совета Института математики имени С. Л. Соболева, а также членом его диссертационных советов по специальностям «Дискретная математика и математическая кибернетика» и «Математическое моделирование, численные методы и комплексы программ».
Является одним из учредителей местной религиозной организации мусульман города Бердска Новосибирской области.

## Основные публикации:
1. Гимади Э. Х. Об одном классе задач нелинейного программирования // Управляемые системы, Сб. науч. тр. Новосибирск, 1969, Вып. 3. С. 102–113.
2. Перепелица В. А., Гимади Э. Х. К задаче нахождения минимального гамильтонова контура на графе со взвешенными дугами // Дискретный анализ. Новосибирск, 1969. Вып. 15. С. 57–65.
3. Гимади Э. Х., Перепелица В. А. Асимптотически точный подход к решению задачи коммивояжера // Управляемые системы. Сб. науч. тр. Новосибирск: Ин-т математики СО АН СССР. 1974. Вып. 12. С. 35–45.
4. Экстремальные задачи стандартизации / В.Л. Береснев, В.Т. Дементьев; Отв. ред. В.Л. Макаров. Новосибирск, 1978. 333 с.
5. Гимади Э. Х. Эффективный алгоритм размещения с областями обслуживания, связными относительно ациклической сети // Управляемые системы, Новосибирск, 1983. Вып. 23. С. 12–23.
6. Гимади Э. Х. Задача размещения на сети с центрально-связными областями обслуживания // Управляемые системы, Новосибирск, 1984. Вып. 25. С. 38–47.
7. Гимади Э. Х. О некоторых математических моделях и методах планирования крупномасштабных проектов // Модели и методы оптимизации. Новосибирск: Наука, (Тр. / АН СССР. Сиб. Отд-ние. Ин-т математики; Том 10). 1988. С. 89–115.
8. Гимади Э. Х., Залюбовский В. В. Задача упаковки в контейнеры: асимптотически точный подход // Известия Вузов. Математика, Казань: Форт Диалог, 1997. Том 427. № 12. С. 25–33.
9. Гимади Э. Х., Кайран Н. М., Сердюков А. И. О разрешимости многоиндексной аксиальной задачи о назначениях на одноциклических подстановках // Математика. Изд-во КГУ, Казань: Форт Диалог, 2000. Том 463, № 12. С. 21–26.
10. Гимади Э. Х. Новая версия асимптотически точного алгоритма решения евклидовой задачи коммивояжера // Труды XII Байкальской международной конференции. Методы оптимизации и их приложения. Том 1, Иркутск, 2001. С. 117–124.
11. Barvinok A. A., Gimadi E. Kh., and Serdyukov A. I. The Maximum TSP // In the book: "The Traveling Salesman Problem and its variations" (ed. by A. Punnen and G. Gutin). Kluwer Academic Publishers. Dortrecht/Boston/London. 2002. P. 585–608.
12. Gimadi Edward Kh. On Some Probability Inequalities for Some Discrete Optimization Problems // Operations Research Proceedings 2005, Selected Papers. International Conference OR 2005, Bremen, Springer, Berlin, 2006, P. 283–289.